# Lista de prêmios e indicações recebidos pelas Pussycat Dolls
O girl group americano The Pussycat Dolls recebeu 128 prêmios de 207 indicações. O álbum de estréia do grupo PCD foi lançado em 2005 e recebeu o TMF Award de Melhor Álbum - Internacional. O primeiro single, "Don't Cha", foi indicado ao single Top Selling do Ano no  Billboard Music Awards de 2005 e no ano seguinte ganhou um prêmio Billboard R&B/Hip-Hop Award de Hot R&B/Hip-Hop Songs. No MTV Video Music Awards de 2006, "Buttons" recebeu duas indicações, ganhando o prêmio de Melhor Dança em um Vídeo . " Stickwitu " foi nomeado para Best Pop Performance by a Duo or Group with Vocals no Grammy Awards de 2006.
Em 2008, lançaram seu segundo e último álbum de estúdio, Doll Domination. Elas receberam o maior número de indicações no MTV Video Music Awards de 2008, com seis, ganhando o prêmio de Melhor Dança em um Vídeo para "When I Grow Up".

## American Music Awards
O American Music Awards é uma cerimônia anual de premiação criada por Dick Clark em 1973. As Pussycat Dolls receberam duas indicações.
| Ano  | Nomeação           | Categoria                        | Resultado- | Ref.  |
| ---- | ------------------ | -------------------------------- | ---------- | ----- |
| 2006 | The Pussycat Dolls | Favorite New Breakthrough Artist | Indicado   | [ 1 ] |
| 2006 | The Pussycat Dolls | Favorite Band, Duo or Group      | Indicado   | [ 1 ] |

## BillboardAwards

### BillboardMusic Awards
O Billboard Music Awards são concedidos a artistas com base em dados de vendas da Nielsen SoundScan e informações de rádio da Nielsen Broadcast Data Systems. As Pussycat Dolls receberam duas indicações.
| Ano  | Nomeação                                       | Categoria                      | Resultado- | Ref.  |
| ---- | ---------------------------------------------- | ------------------------------ | ---------- | ----- |
| 2005 | "Don't Cha" (com participação de Busta Rhymes) | Top Selling Single of the Year | Indicado   | [ 3 ] |
| 2006 | The Pussycat Dolls                             | Duo/Group of the Year          | Indicado   | [ 4 ] |

### BillboardR&B/Hip-Hop Awards
| Ano  | Nomeação                                       | Categoria                   | Resultado- | Ref.  |
| ---- | ---------------------------------------------- | --------------------------- | ---------- | ----- |
| 2006 | "Don't Cha" (com participação de Busta Rhymes) | Hot R&B/Hip-Hop Songs Sales | Venceu     | [ 5 ] |

### BillboardTouring Awards
O Billboard Touring Awards é realizado para homenagear os principais artistas e profissionais da indústria internacional de entretenimento ao vivo. As Pussycat Dolls foram nomeadas uma vez.
| Ano  | Nomeação                                                   | Categoria   | Resultado- | Ref.  |
| ---- | ---------------------------------------------------------- | ----------- | ---------- | ----- |
| 2007 | Back to Basics Tour (com Christina Aguilera e Danity Kane) | Top Package | Indicado   | [ 6 ] |

## BMI Awards
A Broadcast Music, Inc. (BMI) é uma das três organizações de direitos autorais dos Estados Unidos, juntamente com a ASCAP e a SESAC. Ele coleta taxas de licenciamento em nome de compositores, compositores e editores de música e os distribui como royalties para os membros cujos trabalhos foram executados. As Pussycat Dolls têm uma indicação.
| Ano  | Nomeação    | Categoria  | Resultado- | Ref.  |
| ---- | ----------- | ---------- | ---------- | ----- |
| 2007 | "Stickwitu" | Pop Awards | Indicado   | [ 7 ] |

## Brit Awards
O Brit Awards é o prêmio anual de música pop da British Phonographic Industry. As Pussycat Dolls foram nomeadas uma vez.
| Ano  | Nomeação           | Categoria                           | Resultado- | Ref.  |
| ---- | ------------------ | ----------------------------------- | ---------- | ----- |
| 2006 | The Pussycat Dolls | Best International Breakthrough Act | Indicado   | [ 8 ] |

## Dolly Teen Choice Awards
O Dolly Teen Choice Awards foi criado em 2006 pela Dolly Magazinepara homenagear as conquistas em personalidades da música, moda, esporte, televisão e mídia. Os indicados são escolhidos pela revista e o vencedor é selecionado por votação pública. As Pussycat Dolls ganharam um prêmio.
| Ano  | Nomeação           | Categoria                  | Resultado- | Ref. |
| ---- | ------------------ | -------------------------- | ---------- | ---- |
| 2006 | The Pussycat Dolls | Best Mobile Phone Ringtone | Venceu     |      |

## ECHO Awards
The Echo é um evento de música alemã que é realizado anualmente, onde os vencedores do ano são decididos pelas vendas da banda do ano anterior.
| Ano  | Nomeação           | Categoria                                         | Resultado- | Ref.   |
| ---- | ------------------ | ------------------------------------------------- | ---------- | ------ |
| 2006 | The Pussycat Dolls | Best International Newcomer                       | Indicado   | [ 10 ] |
| 2007 | The Pussycat Dolls | Best International Group - Rock/Pop               | Indicado   | [ 11 ] |
| 2009 | The Pussycat Dolls | Best International Group/Collaboration - Rock/Pop | Indicado   | [ 12 ] |

## Grammy Awards
O Grammy Awards são concedidos anualmente pela National Academy of Recording Arts and Sciences nos Estados Unidos. As Pussycat Dolls foram nomeadas uma vez.
| Ano  | Nomeação    | Categoria                                          | Resultado- | Ref.   |
| ---- | ----------- | -------------------------------------------------- | ---------- | ------ |
| 2007 | "Stickwitu" | Best Pop Performance by a Duo or Group with Vocals | Indicado   | [ 14 ] |

## International Dance Music Awards
O International Dance Music Awards foi criado em 1985. É parte da Winter Music Conference, um evento de música eletrônica que dura uma semana e acontece anualmente. As Pussycat Dolls receberam dois prêmios de quatro indicações.
| Ano  | Nomeação                                       | Categoria                   | Resultado- | Ref.   |
| ---- | ---------------------------------------------- | --------------------------- | ---------- | ------ |
| 2006 | "Don't Cha" (com participação de Busta Rhymes) | Best R&B/Urban Dance Track  | Venceu     | [ 15 ] |
| 2006 | "Don't Cha" (com participação de Busta Rhymes) | Best Pop Dance Track        | Indicado   | [ 15 ] |
| 2006 | "Don't Cha" (com participação de Busta Rhymes) | Best Dance Video            | Indicado   | [ 15 ] |
| 2006 | The Pussycat Dolls                             | Best New Dance Artist Group | Venceu     | [ 15 ] |

## Meteor Music Awards
O Meteor Music Awards é o prêmio nacional de música da Irlanda, realizado todos os anos desde 2001 e promovido pela MCD Productions. As Pussycat Dolls receberam uma indicação.
| Ano  | Nomeação           | Categoria                | Resultado- | Ref.   |
| ---- | ------------------ | ------------------------ | ---------- | ------ |
| 2006 | The Pussycat Dolls | Best International Group | Indicado   | [ 16 ] |

## Mnet Asian Music Awards
O Mnet Asian Music Awards, de outra forma abreviado como MAMA, é uma premiação realizada anualmente pela Mnet que credita artistas sul-coreanos, bem como artistas estrangeiros que tiveram um impacto na indústria da música sul-coreana.
| Ano  | Nomeação           | Categoria                 | Resultado |
| ---- | ------------------ | ------------------------- | --------- |
| 2006 | The Pussycat Dolls | Best International Artist | Venceu    |
| 2009 | The Pussycat Dolls | Best International Artist | Venceu    |

## MOBO Awards
The MOBO Awards (um acrônimo para Music of Black Origin) foram criados em 1996 por Kanya King . Eles são realizados anualmente no Reino Unido para reconhecer artistas de qualquer raça ou nacionalidade que executam músicas de origem negra. As Pussycat Dolls foram nomeadas duas vezes.
| Ano  | Nomeação                                        | Categoria  | Resultado- | Ref.   |
| ---- | ----------------------------------------------- | ---------- | ---------- | ------ |
| 2006 | The Pussycat Dolls                              | Best Group | Indicado   | [ 19 ] |
| 2007 | "Wait a Minute" (com participação de Timbaland) | Best Video | Indicado   | [ 20 ] |

## MTV Awards

### Los Premios MTV Latinoamérica
O Los Premios MTV Latinoamérica é a versão latino-americana do MTV Video Music Awards. Foi criada em 2002 para celebrar os melhores videoclipes do ano na América Latina e no mundo. As Pussycat Dolls receberam uma indicação.
| Ano  | Nomeação           | Categoria                       | Resultado- | Ref. |
| ---- | ------------------ | ------------------------------- | ---------- | ---- |
| 2006 | The Pussycat Dolls | Best New Artist — International | Indicado   |      |

### MTV Asia Awards
O semestral MTV Asia Awards é o equivalente asiático do Europe MTV EMA. Fundada em 2002, a mostra dá reconhecimento e prêmios a ícones asiáticos e internacionais em realizações, cinema, moda, humanitária e musical. As Pussycat Dolls foram nomeadas uma vez.
| Ano  | Nomeação           | Categoria                    | Resultado- | Ref.   |
| ---- | ------------------ | ---------------------------- | ---------- | ------ |
| 2006 | The Pussycat Dolls | Favorite Breakthrough Artist | Indicado   | [ 22 ] |

### MTV Australia Awards
O MTV Australia Awards é realizado pela MTV Australia. As Pussycat Dolls foram nomeadas quatro vezes.
| Ano  | Nomeação                                       | Categoria      | Resultado- | Ref.   |
| ---- | ---------------------------------------------- | -------------- | ---------- | ------ |
| 2006 | "Don't Cha" (com participação de Busta Rhymes) | Best R&B Video | Indicado   | [ 23 ] |
| 2007 | "I Don't Need a Man"                           | Sexiest Video  | Indicado   | [ 24 ] |
| 2007 | "Buttons" (com participação de Snoop Dogg)     | Best Hook Up   | Indicado   | [ 24 ] |
| 2009 | "When I Grow Up"                               | Best Moves     | Indicado   | [ 25 ] |

### MTV Europe Music Awards
O MTV Europe Music Awards foi criado em 1994 pela MTV Networks Europe para celebrar os videoclipes mais populares da Europa. As Pussycat Dolls foram nomeadas uma vez.
| Ano  | Nomeação           | Categoria  | Resultado- | Ref.   |
| ---- | ------------------ | ---------- | ---------- | ------ |
| 2006 | The Pussycat Dolls | Best Group | Indicado   | [ 27 ] |

### MTV Video Music Awards
O MTV Video Music Awards foi criado no final do verão de 1984 pela MTV para celebrar os melhores videoclipes do ano. As Pussycat Dolls receberam dois prêmios de dez indicações. As Pussycat Dolls receberam dois prêmios de dez indicações.
| Ano  | Nomeação                                   | Categoria                    | Resultado- | Ref.   |
| ---- | ------------------------------------------ | ---------------------------- | ---------- | ------ |
| 2006 | "Buttons" (com participação de Snoop Dogg) | Best Dance Video             | Venceu     | [ 29 ] |
| 2006 | "Buttons" (com participação de Snoop Dogg) | Best Choreography in a Video | Indicado   | [ 29 ] |
| 2008 | "When I Grow Up"                           | Best Dancing in a Video      | Venceu     | [ 30 ] |
| 2008 | "When I Grow Up"                           | Best Direction               | Indicado   | [ 30 ] |
| 2008 | "When I Grow Up"                           | Best Art Direction           | Indicado   | [ 30 ] |
| 2008 | "When I Grow Up"                           | Best Cinematography          | Indicado   | [ 30 ] |
| 2008 | "When I Grow Up"                           | Best Choreography in a Video | Indicado   | [ 30 ] |
| 2008 | "When I Grow Up"                           | Video of the Year            | Indicado   | [ 30 ] |
| 2009 | "Jai Ho (You Are My Destiny)"              | Best Choreography            | Indicado   | [ 31 ] |

## MuchMusic Video Awards
O MuchMusic Video Awards é uma cerimônia anual de premiação apresentada pelo canal canadense de vídeos musicais MuchMusic. As Pussycat Dolls receberam cinco indicações.
| Ano  | Nomeação                                        | Categoria                                      | Resultado- | Ref.   |
| ---- | ----------------------------------------------- | ---------------------------------------------- | ---------- | ------ |
| 2006 | "Don't Cha" (com participação de Busta Rhymes)  | Best International Video - Group               | Indicado   | [ 32 ] |
| 2006 | "Don't Cha" (com participação de Busta Rhymes)  | People's Choice: Favourite International Group | Indicado   | [ 32 ] |
| 2007 | "Wait a Minute" (com participação de Timbaland) | Best International Video - Group               | Indicado   |        |
| 2007 | "Buttons" (com participação de Snoop Dogg)      | People's Choice: Favourite International Group | Indicado   |        |
| 2009 | "I Hate This Part"                              | Best International Video - Group               | Indicado   | [ 33 ] |
| 2009 | "When I Grow Up"                                | MuchMusic.com Most Watched Video               | Indicado   | [ 33 ] |

## MYX Music Awards
O Myx Music Awards é uma cerimônia anual de premiação apresentada pelo canal filipino de vídeos musicais myx. As Pussycat Dolls receberam duas indicações e ganharam uma.
| Ano  | Nomeação                                       | Categoria                          | Resultado- |
| ---- | ---------------------------------------------- | ---------------------------------- | ---------- |
| 2006 | "Don't Cha" (com participação de Busta Rhymes) | Favorite International Music Video | Venceu     |
| 2007 | "Buttons" (com participação de Snoop Dogg)     | Favorite International Music Video | Indicado   |

## Nickelodeon Kid's Choice Awards
O Nickelodeon Kids' Choice Awards é uma premiação anual, que homenageia os maiores atos de televisão, cinema e música do ano, conforme votado pelo povo. As Pussycat Dolls foram nomeadas uma vez.
| Ano  | Nomeação           | Categoria            | Resultado |
| ---- | ------------------ | -------------------- | --------- |
| 2009 | The Pussycat Dolls | Favorite Music Group | Indicado  |

## NRJ Music Awards
O NRJ Music Awards, criado em 2000 pela rádio NRJ em parceria com a rede de televisão TF1. As Pussycat Dolls receberam um prêmio de três indicações.
| Ano  | Nomeação           | Categoria                            | Resultado- | Ref.   |
| ---- | ------------------ | ------------------------------------ | ---------- | ------ |
| 2006 | The Pussycat Dolls | New International Artist of The Year | Indicado   |        |
| 2007 | The Pussycat Dolls | International Group/Duo of the Year  | Indicado   |        |
| 2009 | The Pussycat Dolls | International Duo/Group of the Year  | Venceu     | [ 38 ] |

## Smash Hits Poll Winners Party
O Smash Hits Poll Winners Party foi uma cerimônia de premiação que durou de 1988 a 2005. Cada vencedor do prêmio foi eleito pelos leitores da revista Smash Hits. As Pussycat Dolls receberam um prêmio de quatro indicações.
| Ano  | Nomeação                                       | Categoria               | Resultado- | Ref.   |
| ---- | ---------------------------------------------- | ----------------------- | ---------- | ------ |
| 2005 | The Pussycat Dolls                             | Best International Band | Indicado   | [ 39 ] |
| 2005 | The Pussycat Dolls                             | Best R&B Act            | Indicado   | [ 39 ] |
| 2005 | "Don't Cha" (com participação de Busta Rhymes) | Best Video              | Venceu     | [ 40 ] |
| 2005 | The Pussycat Dolls                             | Hot New Talent          | Indicado   | [ 39 ] |

## Soul Train Awards
O Soul Train Music Awards é uma cerimônia anual de premiação que foi criada em 1987 para homenagear o melhor da música e entretenimento afro-americanos . As Pussycat Dolls receberam duas indicações.
| Ano  | Nomeação    | Categoria                                | Resultado- | Ref.   |
| ---- | ----------- | ---------------------------------------- | ---------- | ------ |
| 2006 | "Don't Cha" | Best R&B Single by a Group, Band, or Duo | Indicado   | [ 41 ] |
| 2007 | "Stickwitu" | Best R&B Single by a Group, Band, or Duo | Indicado   | [ 42 ] |

## TMF Awards
O TMF Awards é um programa anual de premiação televisiva transmitido ao vivo pela The Music Factory.

### Prêmios TMF - Bélgica
| Ano  | Nomeação           | Categoria                  | Resultado- | Ref.   |
| ---- | ------------------ | -------------------------- | ---------- | ------ |
| 2006 | PCD                | Best Album — International | Venceu     | [ 43 ] |
| 2006 | The Pussycat Dolls | Best Pop — International   | Indicado   | [ 43 ] |

### Prêmios TMF - Holanda
| Ano  | Nomeação                                   | Categoria                     | Resultado- | Ref.   |
| ---- | ------------------------------------------ | ----------------------------- | ---------- | ------ |
| 2006 | The Pussycat Dolls                         | Best Newcomer — International | Venceu     | [ 44 ] |
| 2006 | "Buttons" (com participação de Snoop Dogg) | Radio 538 Single Award        | Indicado   | [ 44 ] |

## Urban Music Awards
O Urban Music Awards é uma apresentação anual do prêmio de música. Os vencedores são declarados em seu site oficial "Virgin Media".
| Ano  | Nomeação           | Categoria         | Resultado- |
| ---- | ------------------ | ----------------- | ---------- |
| 2007 | The Pussycat Dolls | Best Female Group | Indicado   |

## Vevo Certified Awards
O Vevo Certified Awards é um prêmio especial recebido da VEVO, que homenageia os artistas cujos vídeos musicais ultrapassam 100 milhões de visualizações no Vevo e no YouTube . As Pussycat Dolls têm um total de sete vídeos certificados.
| Ano  | Nomeação                                                                                 | Categoria                    | Resultado- | Ref.   |
| ---- | ---------------------------------------------------------------------------------------- | ---------------------------- | ---------- | ------ |
| 2005 | "Don't Cha" (com participação de Busta Rhymes)                                           | Certified 160,000,000+ Views | Venceu     | [ 46 ] |
| 2005 | "Stickwitu"                                                                              | Certified 120,000,000+ Views | Venceu     | [ 47 ] |
| 2006 | "Beep"                                                                                   | Certified 100,000,000+ Views | Venceu     | [ 48 ] |
| 2006 | "Buttons" (featuring Snoop Dogg)                                                         | Certified 300,000,000+ Views | Venceu     | [ 49 ] |
| 2008 | "When I Grow Up"                                                                         | Certified 190,000,000+ Views | Venceu     | [ 50 ] |
| 2009 | "Jai Ho! (You Are My Destiny)" (com A. R. Rahman com participação de Nicole Scherzinger) | Certified 110,000,000+ Views | Venceu     | [ 51 ] |
| 2009 | "Hush Hush; Hush Hush"                                                                   | Certified 120,000,000+ Views | Venceu     | [ 52 ] |

## World Music Awards
O World Music Awards é uma premiação internacional fundada em 1989 que homenageia anualmente artistas de gravação com base em números de vendas mundiais fornecidos pela International Federation of the Phonographic Industry (IFPI). As Pussycat Dolls receberam uma indicação.
| Ano  | Nomeação           | Categoria       | Resultado- | Ref.   |
| ---- | ------------------ | --------------- | ---------- | ------ |
| 2006 | The Pussycat Dolls | Best New Artist | Indicado   | [ 53 ] |